# Fontana di San Francesco
La Fontana di San Francesco di Castiglioni o Fontana di Castiglioni
è una fra le più note fontane di Milano e una tra le più celebri fontane realizzate dall'artista Giannino Castiglioni.
La fontana, disegnata e scolpita da Castiglioni a Lierna, localita' sul Lago di Como, è addossata ad un lato di Piazza San Angelo.
Giannino Castiglioni utilizzò come modello per il viso di San Francesco, suo figlio Pier Giacomo Castiglioni.

## Storia
Nel 1923, il giornale L'Italia pubblica l'annuncio del concorso di architettura per la realizzazione di un monumento dedicato al patrono d'Italia, Francesco d'Assisi. Il tema scelto è quello dell'acqua.
Giannino Castiglioni vince la gara con il progetto di una fontana tagliata in semplici blocchi di granito, invece del marmo progettato per il bacino.
La fontana è inaugurata dalla città di Milano il 18 dicembre 1927.